# Josh Reddick
William Joshua Reddick (Savannah, 19 febbraio 1987) è un giocatore di baseball statunitense.

## Carriera
Josh Reddick fu selezionato durante il 17º turno del Draft 2006 dai Boston Red Sox.
Fu promosso in prima squadra in sostituzione del prima base Adam LaRoche, ceduto agli Atlanta Braves, il giorno stesso del debutto nella MLB, avvenuto il 19 luglio 2009 al Camden Yards di Baltimora contro i Baltimore Orioles. Il 2 agosto batté il suo primo fuoricampo in carriera.
Nel 2010 e 2011 venne impiegato sia nelle minor league con i Pawtucket Red Sox che in Major League a Boston.
Il 28 dicembre 2011 Reddick, assieme ai giocatori della minor league Raúl Alcántara e Miles Head, fu scambiato con gli Oakland Athletics in cambio di Andrew Bailey e Ryan Sweeney. Terminò la stagione 2012 con 32 fuoricampo e 85 punti battuti a casa (RBI). Il 30 ottobre vinse il Guanto d'oro per le sue prestazioni in difesa come miglior esterno destro dell'American League.

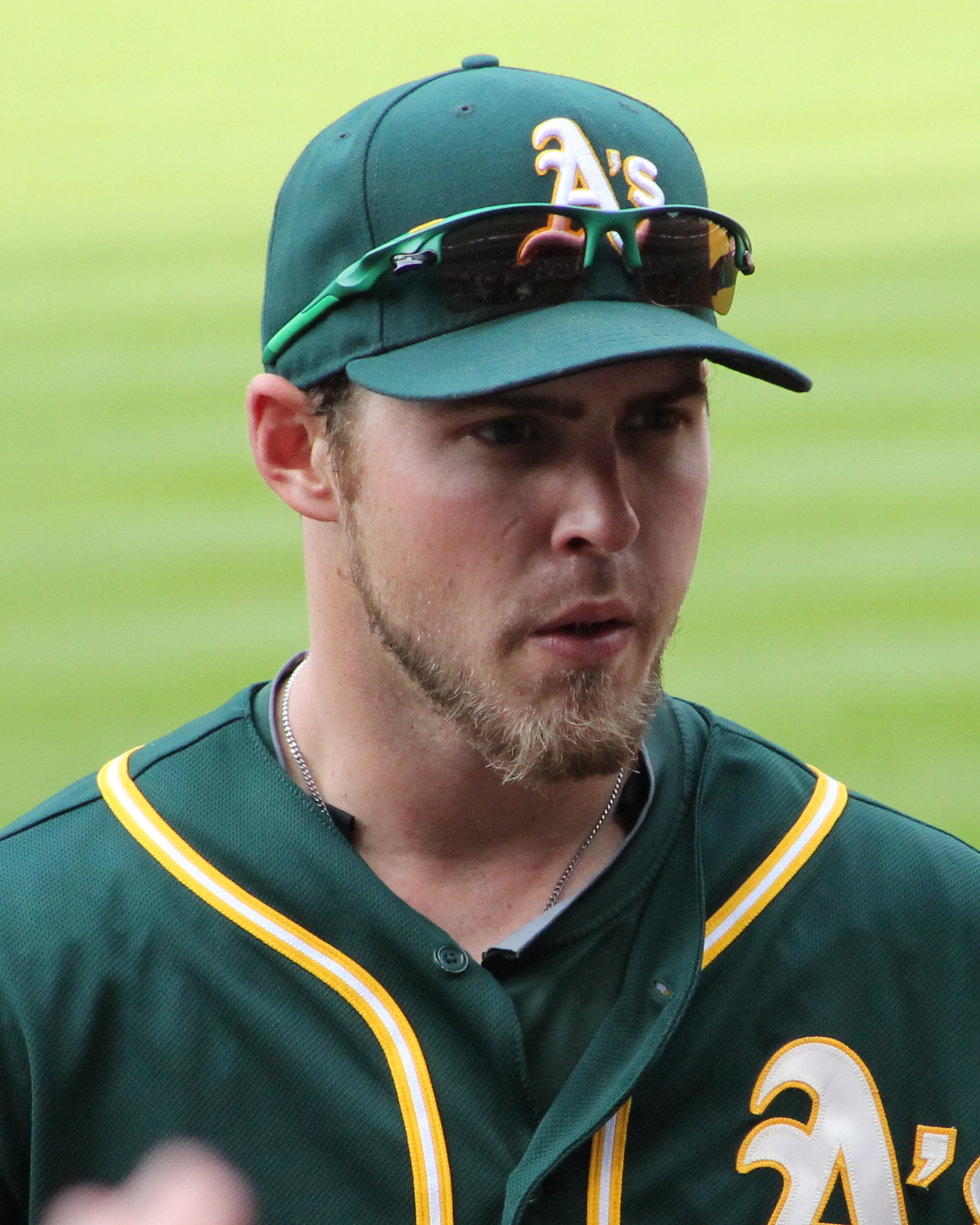
Reddick nel 2014 con gli A's

Il 7 maggio 2013, Reddick fu inserito in lista infortunati a causa della slogatura del polso destro; fu rimosso da tale lista il 31 maggio. Il 26 agosto Reddick fu nuovamente inserito in lista infortunati per 15 giorni a causa di un infortunio al polso destro. Tornò in campo l'11 settembre, tuttavia al termine della stagione dovette sottoporsi a un intervento chirurgico per risolvere il problema. L'operazione ebbe successo e Reddick si ristabilì completamente per l'inizio della stagione 2014.
Il 15 febbraio 2014, Reddick firmò un rinnovo contrattuale di un anno per un valore di 2,7 milioni di dollari. Il 19 novembre annunciò che avrebbe rinunciato al numero 16 in favore del 22 a partire dalla stagione 2015, per permettere al nuovo arrivato Billy Butler di utilizzare il suo numero. Reddick firmò nuovamente con gli Athletics nella stagione 2015 per 4,1 milioni di dollari e nella stagione 2016 per 6,5 milioni.
Il 1º agosto 2016 Reddick, assieme a Rich Hill, fu scambiato con i Los Angeles Dodgers in cambio dei giocatori Grant Holmes, Jharel Cotton e Frankie Montas. Concluse la stagione 2016 con una media battuta di .258 in 47 partite giocate e 2 fuoricampo. Il 3 novembre divenne free agent, e il 23 novembre firmò un contratto di quattro anni per un valore di 52 milioni di dollari con gli Houston Astros.
Durante la stagione regolare 2017, Reddick disputò 134 partite per Houston, con una media battuta di .314, 13 fuoricampo e 82 punti battuti a casa. Gli Astros vinsero la propria division con un record di 101-61 e a fine anno conquistarono le World Series 2017, battendo i Los Angeles Dodgers per quattro gare a tre. Divenne free agent a fine stagione 2020.
Il 12 aprile 2021, Reddick firmò un contratto di minor league con gli Arizona Diamondbacks. Il 5 agosto, Reddick venne designato per la riassegnazione dai D-backs, che lo svincolarono dalla franchigia il 7 agosto.
L'11 agosto 2021, Reddick firmò un contratto di minor league con i New York Mets, che lo assegnarono in Tripla-A. Venne svincolato il 29 agosto, chiudendo la stagione con 56 partite disputate nella MLB, tutte con i D-backs.

## Palmarès

### Club
- World Series: 1

Houston Astros: 2017

### Individuale
- Guanti d'oro: 1

2012